# 凯比
凯比是巴西圣卡塔琳娜州的一个市镇。总面积171.711平方公里，总人口6217人，人口密度36.2人/平方公里。